# Именинный торт
Именинный торт (англ. Birthday cake) — торт, приготовленный специально для празднования дня рождения. Существует множество вариаций именинных тортов, таких как капкейки, кейк-попы, выпечки или тарты. У именинного торта есть отличительные признаки: по традиции подаётся с зажжёнными свечами (количество их, как правило,  соответствует числу исполняющихся лет), также торт может быть украшен различными фигурками, рисунками, картинами, напечатанными на пищевой бумаге. Часто на торте пишут пожелания или имя именинника.

## История
Именинные торты были частью празднования дней рождения в странах Западной Европы с середины XIX века. Сама традиция   появилась ещё во времена Древнего Рима.
В классической римской культуре торты подавали только в особенно торжественных случаях, таких как празднование дня рождения или свадьбы. Это были плоские круги, приготовленные из муки и орехов и покрытые подслащённым мёдом.
В XV веке пекарни в Германии делали однослойные торты на дни рождения и в дополнение к тортам на свадьбу. Только в XVII веке именинный торт принял свою современную форму. Именинный торт XVII века был многослойным, покрытым глазурью и украшениями. Однако такие торты могли позволить себе лишь очень богатые люди. Промышленная революция сделала доступным широким слоям населения множество товаров и услуг, в том числе и именинные торты.

## Современный именинный торт
Не существует определённого стандарта для именинных тортов. В современной западной культуре торт украшают различными сладостями, написанными поздравлениями, фигурками, а также зажжёнными свечами. По традиции именинник должен загадать желание и задуть свечи, после чего торт делится на всех гостей. Во многих странах во время подачи такого торта гости поют песню «Happy Birthday to You» или её варианты на других языках.

## Свечи и теории происхождения
Во многих культурах именинник задувает свечи и вместе с этим загадывает желание. Точное происхождение и значение этой традиции неизвестно, но есть несколько теорий.

### Греческое происхождение
Одна из теорий, объясняющих традицию помещения свечей на именинные торты, приписывает обычай ранним грекам, которые использовали свечи, чтобы почтить рождение богини охоты Артемиды на шестой день каждого лунного месяца.

### Языческое происхождение
Использование огня в различных ритуалах восходит к созданию алтарей. Свечи для дней рождения символизируют силу.
В прошлом считалось, что злые духи посещают людей на дни рождения, и для того, чтобы защитить именинника, гости должны были веселиться, чтобы напугать злых духов.

### Немецкое происхождение
В XVIII веке в Германии использование свечей на именинных тортах восходит к Киндерфесту, празднованию дней рождения детей.
Немецких детей отводили в помещение  похожее на зрительный зал, где они праздновали, а взрослые защищали их от злых духов, которые хотели украсть их души.
- В 1746 году в Мариенборне был проведен день рождения графа Николая Людвика Цинцендорфа. Эндрю Фрей подробно описал празднование и упомянул: «Там был торт такого размера, какой только величины смогли найти печь, чтобы его испечь, и отверстия, сделанные в торте в соответствии с возрастом человека, в каждое из которых была вставлена свеча, и одна посередине».
- Иоганн Вольфганг фон Гёте провёл 24—30 августа 1801 года в Готе в роли гостя на 52-м дне рождения принца Августа Саксен-Гота-Альтенбурга, состоявшемся 28 августа: «… когда пришло время десерта, вошёл принц в полной ливрее во главе с мажордомом. Он нёс большой торт с разноцветными горящими свечами — всего около пятидесяти свечей — которые начали таять и грозили сгореть, вместо того, чтобы оставить достаточно места для свечей, указывающих на предстоящие годы, как в случае с подобными детскими праздниками»[4].

### Швейцарское происхождение
Ссылка на традицию задувания свечей была задокументирована в Швейцарии в 1881 году. Для Folk-Lore Journal исследователи записали различные «суеверия» швейцарского среднего класса. В одной из записей упоминается, что на праздничном торте должны быть зажжены свечи, соответствующие каждому году жизни именинника. Эти свечи должен задуть человек, который отмечает день рождения.

## Бактериология
В июне 2017 года исследователи из Клемсонского университета сообщили, что люди способны передавать большое количество бактерий через именинный торт.

## Именинные торты в разных культурах
Есть множество различных сладостей, которые едят на дни рождения. Китайское праздничное пирожное — это шоа-бао (кит. 壽包) или шоа-тао-бао (кит. 壽桃包), булочка, изготовленная из пшеничной муки с лотосовой пастой, оформлена и окрашена как персик. Вместо того чтобы каждому гостю подать кусок большой выпечки, каждому гостю дают небольшой шао-бао. В Западной России подают фруктовые пироги с вырезанными на корочке поздравлениями. Шведский именинный торт представляет собой фунтовый кекс, который часто покрывается марципаном и украшается национальным флагом. В Нидерландах именинные торты — это фруктовые пироги со взбитыми сливками. В Индии очень небольшое количество людей отмечает дни рождения в деревнях, но в городках и городах именинные торты едят так же, как и в западных странах, особенно среди людей с высшим образованием. Согласно «Кулинарному наследию Швейцарии» (многоязычная онлайн-энциклопедии традиционной швейцарской кухни и продуктов), морковный торт — один из самых популярных тортов в Швейцарии, особенно на дни рождения детей.

## Галерея
- Именинный торт на первый день рождения
- Именинный торт с надписью «С днём рождения, мама»
- Украшенный трёхъярусный торт
- Именинный торт с одной свечой
- Торты, образующие цифру 18
- Именинный торт со сливками и малиной
- Домашний именинный торт
- Немецкий именинный торт на сотый день рождения
- Фруктовый именинный торт
- Торт на восемнадцатилетие Википедии
- Именинный торт с китайским посланием
- Именинный торт с надписью «С днём рождения»
- Именинный торт в виде тарта